# Eve Aronoff
Eve Aronoff, nach Heirat Eve Trivella, (* 7. Oktober 1963) ist eine ehemalige Judoka aus den Vereinigten Staaten. Sie war Weltmeisterschaftsdritte 1982 und Zweite bei den Panamerikanischen Spielen 1987.

## Sportliche Karriere
Eve Aronoff war 1980 US-Meisterin in der Gewichtsklasse bis 52 Kilogramm. Ab 1981 kämpfte sie im Leichtgewicht, der Gewichtsklasse bis 56 Kilogramm. 1985, 1986 und 1987 war sie in dieser Gewichtsklasse US-Meisterin. Bei den Weltmeisterschaften 1982 in Paris besiegte sie im Viertelfinale die Deutsche Regina Philips, im Halbfinale unterlag sie der Neuseeländerin Suzanne Williams. Mit einem Sieg über Natasha Hernández aus Venezuela sicherte sich Aronoff eine Bronzemedaille. 1983 erreichte sie das Finale beim Fukuoka Cup und unterlag dann Suzanne Williams.
1985 siegte Aronoff bei den Panamerikanischen Meisterschaften. Bei den Weltmeisterschaften 1986 in Maastricht unterlag sie im Viertelfinale der Polin Maria Gontowicz. Nach einem Sieg über Suzanne Williams in der Hoffnungsrunde unterlag sie der Französin Béatrice Rodriguez und belegte den siebten Platz. Bei den Panamerikanischen Spielen 1987 in Indianapolis erreichte Aronoff das Finale und erhielt die Silbermedaille hinter der Kubanerin Cecilia Alacán.
Bei den Weltmeisterschaften 1987 in Essen war sie als Eve Trivella am Start und unterlag im Viertelfinale Cecilia Alacán. Im Jahr darauf wurden bei den Olympischen Sommerspielen 1988 in Seoul Wettbewerbe im Frauenjudo als Demonstrationssportart angeboten. Beim olympischen Turnier bezwang die Britin Ann Hughes in ihrem ersten Kampf Eve Trivella, die damit ausschied.